# Franz Andreas von Borcke
Franz Andreas von Borcke (* 1693 in Labes; † 24. Mai 1766 in Magdeburg) war ein königlich-preußischer Generalleutnant und Chef des Infanterie-Regiments Nr. 20. Er war Kommandant der Festung Magdeburg, Ritter des Orden Pour le Mérite sowie Amtshauptmann von Stolpe und Schmolentin, zudem burggesessener zu Labes, Wangerin und Regenwalde und Erbherr von Unheim.

## Herkunft
Er war Angehöriger des pommerschen Adelsgeschlechts von Borcke. Seine Eltern waren der königlich preußische Geheimrat sowie Direktor der Pommerschen Kriegs- und Domänenkammer in Stettin Franz Heinrich von Borcke (* um 1675; † 1739) und die Abigail Elisabeth von Borcke aus dem Haus Döberitz (* 5. Januar 1673). Sie war die Schwester des Generalfeldmarschalls Adrian Bernhard von Borcke.

## Leben
1707 kam er als Junker in das Infanterie-Regiment Nr. 22 (Borcke). Im Spanischen Erbfolgekrieg kämpfte er zwischen 1707 und 1713 mit dem Regiment in Brabant und Italien. Am 1. Juni 1713 wurde er zum Leutnant befördert und nahm am Pommernfeldzug 1715/1716 teil.
Am 23. Dezember 1715 wurde er Hauptmann im Regiment Nr. 20 (Stille). Am 3. Januar 1723 wurde er Major im Regiment Nr. 28 (Mosel). Bereits am 9. Oktober 1723 erhielt er die Anwartschaft auf die Stelle des Amtsmanns von Stolpe, die er 1729 tatsächlich erhielt. Am 15. Juli 1737 wurde er Oberstleutnant mit Patent vom 15. Januar 1733. Am 21. April 1739 erfolgte seine Ernennung zum Kommandeur des Infanterie-Regiments Nr. 28. Am 21. Juli 1740 wurde er Oberst. Während des Ersten Schlesischen Krieges war er bei der Belagerung von Cosel eingesetzt. Am 28. Mai 1742 wurde er Kommandeur des Regiments Nr. 16 (Flanß). Im Zweiten Schlesischen Krieg kam er am 22. August 1744 zum Corps des Generals von der Marwitz. Bei der Einnahme von Prag erhielt den Orden Pour le Mérite. 
Am 15. Juli 1745 wurde er zum Generalmajor ernannt (Patent vom 17. Mai 1743), dazu erhielt er am 10. Januar 1746 das Regiment Nr. 20 (Herzberg). Am 8. September 1754 erhielt er die Ernennung zum Generalleutnant (Patent vom 6. September 1753). Im Juni des Jahres 1755 wurde er Kommandant der Festung Magdeburg. Am 4. Juli 1756 gab er sein Regiment ab, behielt aber die Kommandantenstelle. Im Jahr 1758 wurde er aufgrund seines Alters pensioniert.
In seine Zeit als Kommandant fiel die Gefangenschaft von Gerhard Cornelius von Walrave und Friedrich von der Trenck.

## Familie
Er war mit der Sophia Elisabeth von Mardefeld (* 4. Oktober 1704; † 4. Januar 1728 in Wesel) verheiratet, sie war die Tochter des Geheimen Staatsministers und Präsidenten der Regierung des Herzogtums Magdeburg, Freiherr Gustav von Mardefeld. Er hatte mit ihr folgende Kinder:
- Auguste Annette
- Sophie Elisabeth